# La Salamandre (roman d'Eugène Sue)
Pour les articles homonymes, voir La Salamandre.
La Salamandre est un roman maritime d'Eugène Sue publié en 1832, décrivant la vie et la discipline d'un navire de la marine de guerre.

## Résumé
L'action se situe pendant la Restauration, en 1815 : le marquis de Longetour a perdu ses droits pendant la Révolution et est devenu vendeur de tabac. Sa femme le force à faire valoir ses droits en tant que noble et à reprendre le commandement d'un navire.
On suit les aventures de ce navire et de ses habitants, comprenant le commandant inapte, le lieutenant officier fanatique et père dévoué, le fils aspirant jeune, passionné et amoureux, la jeune fille naïve, et enfin Szaffie, le nihiliste se voulant une incarnation du mal. Par l'exploration de leurs caractères soumis à de rudes épreuves, combat, sabotage, échouage, l'auteur explore jusqu'où les sentiments priment sur le devoir, et jusqu'à quelle misère morale les malheureux peuvent tomber.

## Place dans l'œuvre de l'auteur
Il s'agit d'un roman de jeunesse, un des derniers que Sue ait écrit dans sa veine de romans maritimes ; il le pense comme préliminaire à une fresque plus large. Dans la préface de La Salamandre, il affirme:
J'ai tenté, dans Kernok, de mettre en relief, de prototyper le Pirate ; dans le Gitano, le contrebandier ; dans Atar-Gull, le négrier ; dans la Salamandre, le marin militaire.
Si les événements et le temps me le permettaient, mon but serait maintenant de faire mouvoir, au milieu d'événements historiques, ces hommes dont on connaît, je crois, les types principaux.

Telle serait l'histoire maritime dont j'ai déjà parlé, et qui embrasserait toute la marine française, depuis le XVIe siècle jusqu'au XIXe, dans une série de romans historiques, dont quelques-uns sont ébauchés.
Il publie une Histoire de la Marine entre 1835 et 1837 et une Histoire de la marine militaire de tous les peuples en 1841.

## Contenu détaillé des chapitres
Chapitre I : Le bureau de tabac. Le marquis de Longetour, ancien marin devenu tenancier d'un bureau de tabac, reçoit le commandement d'une corvette après des années sans commandement.
Chapitre II : Saint-Tropez. Description poétique du port de Saint-Tropez, énumération de navires.

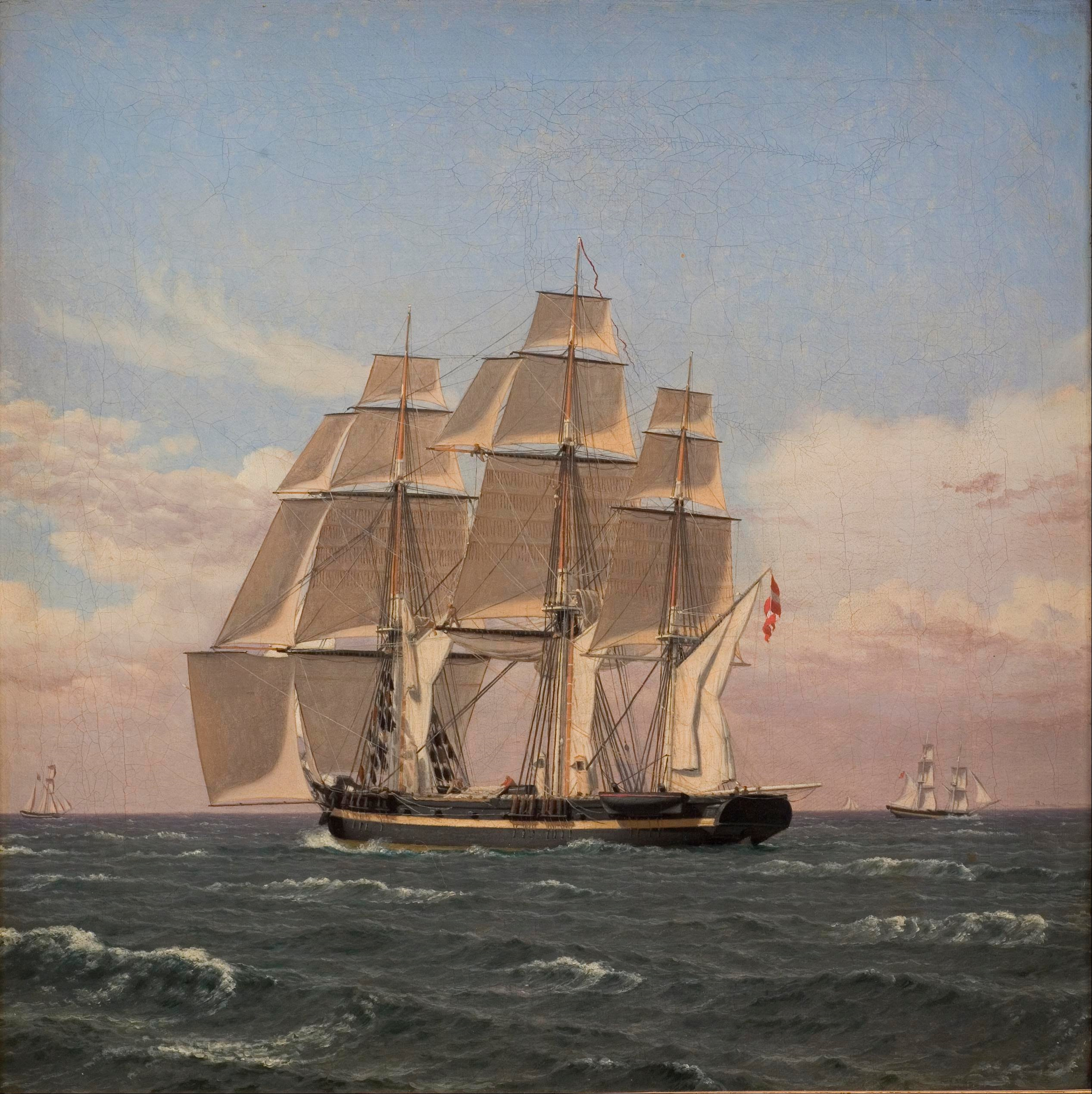
Une corvette danoise, la Najaden, peinte par Eckersberg en 1835.

Chapitre III : La Salamandre. Description des faits d'armes de la corvette La Salamandre ; glorieux navire qui vainquit l'Anglais sous l'Empire au prix de lourdes pertes. Son nom vient de ce qu'elle semblait se mouvoir au milieu du combat comme une salamandre au milieu du feu. Ses marins sont surnommés « flambarts ».
Chapitre IV : Pierre Huet. Présentation de Pierre Huet, lieutenant occupant la fonction de commandant en l'attente de l'arrivée du marquis de Longetour. Il se désespère de ce que son fils, aspirant sur le navire, soit parti à terre en cachette, et ne soit pas encore revenu.
Chapitre V : L'État-major. Présentation de l'état-major de la Salamandre, qui compte le lieutenant Pierre Huet, vieux loup de mer, le docteur Garnier, au franc-parler déroutant, le commissaire de bord Gabillot, comptable benêt, et l'enseigne de vaisseau Egbert de Merval, jeune officier au sang chaud. On apprend que la paye des matelots, en retard de trois ans, se fera dans la journée, et que Paul, le fils du lieutenant, est de retour.
Chapitre VI : L'Aspirant. Description de l'aspirant Paul Huet, seize ans ; sa mère est morte à ses huit ans, ce qui amène son père à l'élever sur la Salamandre. Paul prend part à tous les combats du navire et est la mascotte de l'équipage. Description des rapports entre lui et son père, et de l'amour filial et paternel touchant qu'ils se portent.
Chapitre VII : Le Père et le Lieutenant. Entretien entre Pierre Huet et son fils. Pierre ayant le double rôle de lieutenant et de père, réprimande son fils pour son escapade. Celui-ci lui en apprend la raison, l'amour qu'il porte à une jeune fille du port, qui ne l'a jamais vu.
Chapitre VIII : La Paye. Le commissaire de bord donne la paye aux marins et embrouille d'une explication volontairement fumeuse un matelot qui se plaint de ne recevoir que 1 785 francs au lieu de 2 100, explication d'où il ressort que ces 1 785 francs en vaudraient en réalité 2 260. Le marin embrouillé repart convaincu par le commissaire que la royauté rétablie lui a en réalité offert 160 francs supplémentaires par rapport à ce qui lui était dû.
Chapitre IX : Problème. D'abord, considérations de l'auteur sur le bonheur, puis description des ambitions des marins à la tête de leur paye. Elles sont variées : amour, jeu, musique, vêtements...
Chapitre X : La Salamandre a reçu sa paye hier. Les matelots s'enfuient la nuit pour aller réaliser leurs idées en ville. Le maître La Joie s'en aperçoit et l'état-major considère que c'est dans la nature des choses.
Chapitre XI : Alice. Présentation d'Alice, dont Paul est amoureux ; c'est une jeune fille orpheline de mère, romantique.
Chapitre XII : L'Auberge de Saint Marcel. Description de l'auberge où les marins sont partis faire la fête. Avinés, ils mettent le propriétaire à la porte après lui avoir donné dix mille francs de dédommagement ; le but est de pouvoir finir la soirée en brûlant l'auberge.
Chapitre XIII : Beaux-Arts. Description de la fête, ineffable orgie.
Chapitre XIV : Le Pichon Joueic Des Diables. Des paysans provençaux revenant, grimés et alcoolisés, d'une fête religieuse, se mettent en tête de venger le propriétaire et de bouter hors de la maison les marins qui ont le double tort d'être bonapartistes et bretons. Les marins se barricadent et se font tirer dessus, jusqu'à ce que le manque de munitions conduise les assaillants au corps-à-corps.
Chapitre XV : Combat. La mêlée s'engage, les marins s'équipent d'ustensiles de cuisine. Les pertes sont lourdes des deux côtés, mais les Provençaux ont l'avantage du nombre. La bataille semble perdue, quand arrivent Paul et le maître La Joie amenant des renforts.
Chapitre XVI : En avant les flambarts ! Les marins gagnent la bataille et font route vers le navire.
Chapitre XVII : Retour. Au retour des marins sur la Salamandre, le lieutenant Pierre Huet les punit et le docteur Garnier les soigne. On apprend que l'arrivée du nouveau commandant est pour le lendemain.
Chapitre XVIII : Coquetterie. La Salamandre se prépare à accueillir son nouveau chef.
Chapitre XIX : L'Inspection. Le marquis de Longetour commence son inspection et accumule les étourderies. Il amène deux passagers et un nouvel officier.
Chapitre XX : Révélation. Le marquis avoue au lieutenant son incompétence totale. Il est décidé, pour ne pas trahir la discipline maritime nécessaire au fonctionnement du navire dans des situations périlleuses, que le lieutenant déciderait des opérations mais ferait semblant de recevoir ses ordres du marquis. Paul aperçoit Alice parmi les passagers.
Chapitre XXI : Les Passagers. Description des relations d'Alice et Paul. Paul aime Alice et Alice attend son aveu.
Chapitre XXII : Le Pilote Vert. La nuit, maître Bouquin conte aux marins l'histoire du Pilote Vert, capitaine d'un bateau monstrueux, qui part à la chasse du vaisseau d'or, lequel parvient à faire se prendre le Pilote Vert à une montagne magnétique située au nord — celle qui d'après la légende fait que les boussoles indiquent le Nord. L'histoire est interrompue par l'arrivée d'une tempête.

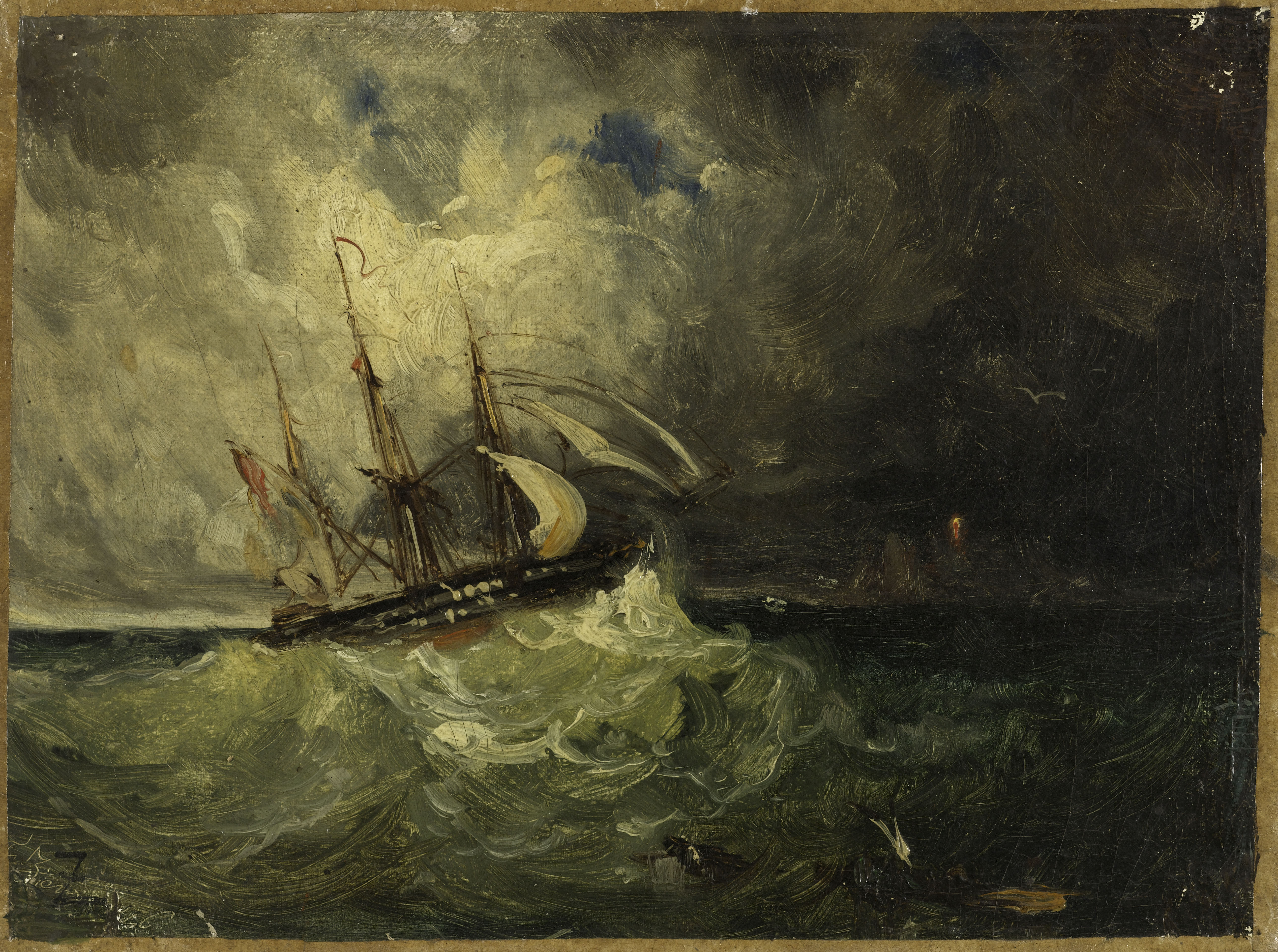
Félix Ziem - La tempête, 1846.

Chapitre XXIII : Le Typhon. Une tempête épouvantable s'abat sur le navire tandis qu'un dernier passager arrive à bord, un certain M. Szaffie. La tempête se calme. Le lieutenant passe la nuit à apprendre au marquis la manœuvre qu'il doit commander le lendemain matin pour sortir du port ; les marins attendent cette occasion pour juger de l'aptitude du nouveau commandant.
Chapitre XXIV : Misère. Présentation de Misère, surnommé le Rat, un enfant exploité dans la cale et battu par l'équipage quand celui-ci veut se distraire. Présentation de maître Buyk, calier, et de l'ambiance de cette partie du navire.
Chapitre XXV : Prédictions. Les caliers passent pour avoir le rôle de devin du navire. Maître Buyk, calier du bord, se renseigne au sujet du nouveau commandant et affirme qu'il sera la cause de la fin du navire. 
Chapitre XXVI : L'Appareillage. Le navire prend la mer. Le commandant s'avère n'avoir aucune mémoire et ne peut se rappeler la manœuvre qu'il a apprise du lieutenant, ce qui met en danger le navire. Pierre Huet est forcé d'interrompre le marquis pour donner la bonne manœuvre, ce qui est un acte d'insubordination. Pour sauver la face du commandant, Pierre donne un ordre qui sauve le navire sans être excellent, et le fait corriger par le marquis de Longetour. Ceci discrédite légèrement le lieutenant aux yeux de l'équipage, mais sauve la face du commandant. Pierre fait ensuite consigner sa propre insubordination dans le journal de bord, toujours pour maintenir le sens de la hiérarchie sur le navire. 
Chapitre XXVII : Bueno Viage. La Salamandre prend le cap de Smyrne. L'auteur décrit les plaisirs de l'Orient. Depuis cinq jours, le trajet se fait paisiblement ; le Marquis se contente d'approuver les ordres de Pierre sans les comprendre vraiment, se complaisant dans le rôle de monarque infaillible que Pierre Huet lui a forgé. Les habitants vivent paisiblement ; seule ombre au tableau, l'énigmatique Szaffie, aristocrate blasé voyant en tout la noirceur du monde. 
Chapitre XXVIII : Szaffie. Présentation de Szaffie. Aristocrate richissime, orphelin très tôt, vite blasé et desséché par la réussite. Il estime que le monde l'a rendu misérable ; dès sa jeunesse, il n'a pu retrouver l'envie de vivre que pour faire tout le mal possible à l'humanité, en desséchant les cœurs des autres autant que le sien l'est, par le mensonge, la tromperie, ou le nihilisme. 
Chapitre XXIX : Branle-bas de combat.  On signale un navire pirate à l'horizon. Le lieutenant ordonne le branle-bas de combat. Le commandant est terrorisé. Le lieutenant le prévient qu'en cas de lâcheté durant le combat, il le tuerait sans aucun remords, pour l'honneur de l'uniforme. 

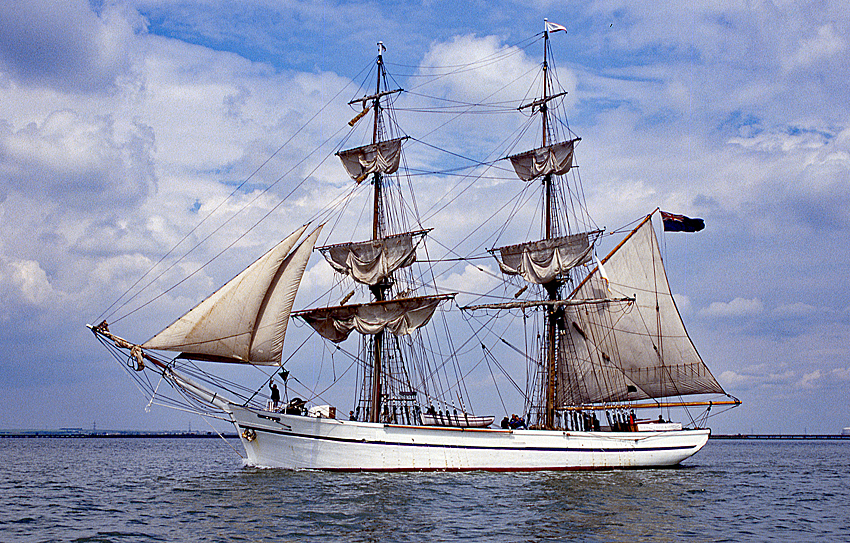
Un brick.

Chapitre XXX : La Voile. Pierre et Paul se font des adieux en prévision de l'abordage. La Salamandre s'approche du navire et tire en semonce. Le commandant, à son poste de combat, a sursauté ; l'équipage a pris ce sursaut pour de l'excitation en vue de la bataille. Touché, le petit brick met en panne en montant le pavillon turc et envoie un canot à la Salamandre, contenant un apostat normand et quelques Orientaux, qui se présentent comme négociants en grain. La Salamandre envoie une équipe d'inspection à leur bord, qui ne trouve que des choses en règle et les autorise à repartir ; les Turcs se carapatent à une vitesse suspecte. 
Chapitre XXXI : Paradoxes. L'équipage est déçu de n'avoir pas eu à se battre, particulièrement Paul qui aurait aimé pouvoir briller aux yeux d'Alice. Szaffie s'en aperçoit, et s'attache à le plonger dans le désespoir le plus total, en ridiculisant toutes les valeurs morales à l'aide d'arguments pseudo-scientifiques, et en affirmant, "preuves" à l'appui, que le monde n'est que mensonge, haine et désespoir. Profondément bouleversé, Paul s'en va chercher un réconfort spirituel d'abord chez son père, chez qui il ne peut entrer, puis chez Alice. 
Chapitre XXXII : Amour. Au bord du désespoir, Paul va voir Alice et lui confie la terrible puissance des paroles de Szaffie. Dans son émoi, Paul fait l'aveu à Alice de l'amour qu'il lui porte, et lui remet l'anneau de sa mère. Alice, émue également, passe celui-ci à son doigt. Paul, enchanté, retourne à ses activités. Alice s'étonne de l'influence si profonde qu'a eu Szaffie sur l'âme sensément si pure de Paul. 
Chapitre XXXIII : Amour et Haine. Le soir venu, appuyée sur le bastingage, Alice s'interroge sur sa relation nouvelle avec Paul. Elle met en contraste l'amour qu'elle lui porte, avec la terrible haine qu'elle voue à Szaffie. Sa rêverie est interrompue par Szaffie justement, qui s'enquiert doucement de sa santé. Alice tressaille à l'idée que pour la première fois ils parleront seuls, et que pour la première fois sa voix a un accent d'intérêt pour elle. 
Chapitre XXXIV : Croyez-vous que je sois heureuse ?. Alice et Szaffie conversent, et Szaffie semble avoir habilement touché le cœur d'Alice, qui s'effondre en larmes. L'arrivée de Mme de Blène met fin à l'entretien. 
Chapitre XXXV : Le Fiancé. Alice s'avoue à elle-même l'amour qu'elle porte à Szaffie, puis le renie au profit de Paul. Elle se trouve dans un état d'exaltation difficile à décrire quand survient Paul. Elle lui affirme l'aimer, comme pour s'en persuader elle-même. Paul est ivre de joie, et ils se promettent des fiançailles rapides. Paul parti, Alice pense pouvoir enfin oublier l'amour qu'elle éprouve pour Szaffie. 
Chapitre XXXVI : Le rat passé au grès. Misère, le petit matelot souffre-douleur de l'équipage, est passé à tabac par un des marins pour se distraire, sous les vivats de l'équipage. Misère s'enfuit dans la cale, où, par vengeance, il finit de creuser un trou dans la coque ; l'eau n'est empêchée d'entrer que par la mince couche de métal qui recouvre la coque du navire. Misère choisit d'attendre le bal prochain avant de mettre son plan à exécution. 
Chapitre XXXVII : Le Bal. La joie règne sur le pont du navire, où l'équipage danse au son des "bignioux". Soudain, lorsque les musiciens reprennent leur souffle, retentit la voix menaçante de Misère, puis on entend un choc sourd. Misère saute à la mer, tandis que l'équipage se rend compte que l'eau s'engouffre dans la cale. Tout le monde est à son poste pour sauver le navire, et des préparatifs se font pour sauver les femmes et les enfants - le marin qui se sauverait avant ceux-ci serait puni de mort. Le commandant est pris d'un accès de panique, et cherche à s'embarquer au mépris des règles et de son uniforme. Le lieutenant cherche à le retenir pour sauver l'honneur et maintenir la cohésion de l'équipage, seule chance de salut du navire, allant jusqu'à le menacer avec son poignard. Un matelot arrive à ce moment, et le lieutenant lui fait croire qu'il menaçait le commandant pour permettre à Paul d'embarquer sur les canots de sauvetage, crime impardonnable. Pierre Huet sacrifie donc sa carrière et son honneur à ceux du commandant et au salut de l'équipage. 
Chapitre XXXVIII : Naufrage. Alice, paniquée dans sa chambre, est rejointe par Szaffie, qui lui dit que tout est perdu. Elle lui avoue qu'elle l'aime bien qu'elle sache qu'il ne l'aime pas, qu'elle se damnerait pour lui, et qu'elle accueillera leur mort prochaine comme une bénédiction. Ils s'embrassent. L'eau monte à la fenêtre, et elle s'évanouit. Szaffie la porte inconsciente à madame de Blène, en se félicitant de ce qu'il l'ait désabusée à jamais, d'autant que le vaisseau ne courait depuis longtemps plus aucun danger. 
Chapitre XXXIX : Le Journal. Pierre Huet fait consigner sa "faute" dans le journal de bord, sachant bien que quiconque porte la main sur un supérieur est puni de mort. Le commandant est anéanti d'être la cause d'une perte si injuste, et supplie Pierre de ne pas se condamner à mort lui-même, mais rien n'y fait, le lieutenant reste inflexible, et se déclare aux arrêts. Il est convenu que Paul n'en saura rien avant l'arrivée. 
Chapitre XL : Pressentiments. La Salamandre, sauvée, vogue vers l'Afrique. Alice est alitée, délirante. Paul est effondré ; Szaffie se réjouit, et a le vague pressentiment de quelque catastrophe.
Chapitre XLI : Théorie.
Chapitre XLII : Incertitude.
Chapitre XLIII : Le banc de sable.
Chapitre XLIV : Nuit d'été.
Chapitre XLV : Une voile ! une voile !.
Chapitre XLVI : La Calenture.
Chapitre XLVII : Barca-Gana.
Chapitre XLVIII : L'élu du grand Scheik des Vallons Verts.
Chapitre XLIX : Les Juges.
Chapitre L : Le Père et le Lieutenant.
Chapitre LI : Le Jugement.
Chapitre LII : Visite.
Chapitre LIII : Proposition.
Chapitre LIV : Gratien.
Chapitre LV : Un Salon.